# Myōkyū
Myōkyū (妙玖, Hán Việt: Diệu Cửu) là chánh thất của Mōri Motonari, một danh tướng thời Chiến Quốc tại Nhật Bản. Bà sinh vào năm Meiō thứ 8 (1499) và mất vào ngày 30 tháng 11 năm Tenmon thứ 14 (1546). Myōkyū chỉ là pháp danh, tên thật của bà đến nay vẫn chưa rõ.
Phụ thân của bà là Kikkawa Kunitsune, các huynh đệ là Kikkawa Mototsune và Kikkawa Tsuneyo. 
Các con của bà với Mōri Motonari gồm một người con gái lớn (bị họ Takahashi giữ làm con tin, mất sớm), Takamoto, Goryū no tsubone, Motoharu và Takakage.

## Cuộc đời
Phu nhân Myōkyū ra đời năm 1499 tại thành Ogurayama và là con gái của Kokujin xứ Aki là Kikkawa Kunitsune. Sau khi thành nhân, bà được gả cho Mōri Motonari, một Kokujin có thế lực ở xứ Aki. Cuộc hôn nhân này mang tính sắp xếp chính trị và có hai thuyết khác nhau về thời gian. Một thuyết cho rằng bà được Motonari rước về vào khoảng năm 1513, một thuyết khác thì cho rằng cuộc hôn nhân này xảy ra vào khoảng thời gian nổ ra trận Arita Nakaite (1517).
Con đầu lòng của bà với Mōri Motonari là một người con gái, không rõ tên, bị họ Takahashi giữ làm con tin và bị hành hình khi Motonari tấn công họ này. Các con tiếp theo là Mōri Takamoto (1523), Mōri Motoharu (1530) và Mōri Takakage (1533). Bà mất vào mùa thu năm 1545, thọ mạng 47 tuổi. Đến nay vẫn chưa rõ vị trí mồ mả.
Người ta cho rằng Motonari và Myōkyū rất yêu thương nhau. Sau khi bà mất, trong "Sanshi kyōkunjō" (Tam tử giáo huấn trạng, bức thư giáo huấn 3 người con trai của Motonari), Motonari tỏ ra rất thương tiếc bà và ra lệnh cho các con hết lòng thờ phụng.
Tên thật của phu nhân Myōkyū đến nay vẫn chưa rõ, nhưng trong bộ phim lịch sử truyền hình "Mōri Motonari" do đài NHK trình chiếu năm 1997 (NHK Taiga Dorama) và nguyên tác "Yamagiri" (sương núi) của tác giả Nagai Michiko thì bà được gọi là Mii (美伊), có cách phát âm gần với từ "tỵ" trong tiếng Nhật (巳, mi) vì bà sinh vào ngày tỵ.

## Cước chú
1. ↑  Có thuyết cho rằng mộ của Myōkyū nằm gần am Myōkyū ở thành Yoshidakōri Yama, nhưng đến nay vẫn chưa xác định được.

## Mục liên quan
- Mōri Motonari